# Krupa (Bośnia i Hercegowina)
Krupa – wieś w Bośni i Hercegowinie, w Federacji Bośni i Hercegowiny, w kantonie środkowobośniackim, w gminie Gornji Vakuf-Uskoplje. W 2013 roku liczyła 880 mieszkańców, z czego większość stanowili Boszniacy.